# ウマール・ウィラハディクスマ
ウマール・ウィラハディクスマ (Umar Wirahadikusumah、1924年10月10日-2003年3月21日）は、インドネシアの第4代副大統領である。
元軍人であり、陸軍内で要職を歴任、退役前には陸軍参謀長を務めた。退役後は官界入りし、会計検査院長を務めた後、副大統領に就任した（在職期間は1983年-1988年）。
敬虔なムスリムとして信仰心も深く、清廉な政治家として知られた。

## 青少年期
ウマール・ウィラハディクスマは、オランダ植民地時代の1924年10月10日、父ラデン・ランガ・ウィラハディクスマと母ラデン・ラトナリングルムの間に生まれた。両親がラデンの称号を持っていることから、ウマールはジャワ貴族の家系の生まれであったことがわかる。そして当時の貴族の子弟がそうしたように、初等教育はヨーロッパ人子弟のための小学校 (ELS)、中等教育は普通中学校 (MULO) に進み、オランダ語で教育を受けた。
太平洋戦争が始まり、1942年3月1日に日本軍がジャワ島に上陸すると（蘭印作戦）、ジャワでは日本の軍政が敷かれた。ウマールは軍政当局が設立した青年団の団員に選ばれ、青年団リーダーとして、下位の団員たちの訓練に当たった。青年団におけるこうした役割は、1944年10月、郷土防衛義勇軍（PETA、1943年10月3日設立）に彼が参加してからも、引き継き担っていくことになった。
インドネシアが独立を宣言すると、ウマールは同世代の青年の多くがそうしたように、インドネシア国軍 (TNI) の前身である、人民治安軍 (TKR) に加入した。

## 軍歴

### 第6地方軍管区（シリワンギ師団）
発足したばかりの新生国家と植民地再占領を目論むオランダとの間のインドネシア独立戦争は、前者の勝利によって終結した。ウマールはそのまま陸軍に残り、生まれ故郷の西ジャワに本拠を置く第6軍管区（シリワンギ師団）に長く所属することになった。1948年の共産主義者蜂起（マディウン事件）の鎮圧作戦に参加し、スマトラで起こったインドネシア共和国革命政府 (PRRI) の反乱でも戦地に赴き、昇進を重ねていった。彼はまた一時期、シリワンギ師団の司令官だったアブドゥル・ハリス・ナスティオンの副官も務めていたことがある。

### 第5地方軍管区（ジャヤ師団）
1959年、第5軍管区（ジャヤ師団）の司令官に任命され、ジャカルタ周辺の治安の任に当たった。

### 9月30日運動の鎮圧
1965年10月1日の午前3時半頃に6人の将軍が自宅から拉致された（9月30日事件）。ウマールは第5軍管区（ジャヤ師団）司令官として市内の治安状況をくまなく確認した。将軍拉致の件や所属不明の部隊がムルデカ広場を占拠していることを知ると、KOSTRAD 司令官、スハルト少将に伝言を送り、現在進行中の事態を知らせて、彼の助力を求めた。
ウマールは、陸軍の指揮を執るというスハルトの決心を受け入れ、スハルトの反乱鎮圧作戦を支援した。その日の正午にかけて、ウマールはハリム空軍基地にいるスカルノ大統領から呼び出しの命を受けた。スカルノがそこにいることは疑念を起こさせるもので、まさにその空軍基地こそ、6将軍が連れて行かれた場所であった。スハルトが案じたのは、ウマールをハリム空軍基地におびき出して殺害するつもりではないかということだった。スハルトは断固としてこの命令を拒否した。
スハルトがジャカルタの状況を左右する力を取り戻すと、ウマールはさらに都市の治安を強化した。ウマールは午後6時から午前6時までの夜間外出禁止令を出し、ジャカルタの新聞を全て検閲する措置を取った。
この事件に対する非難がインドネシア共産党 (PKI) に向けられ始めると、ウマールは9月30日運動粉砕行動連合 (Kesatuan Aksi Pengganyangan Kontra Revolusi Gerakan 30 September、略称KAP-GESTAPU) の結成を承認し、1965年から1966年にかけて、50万人と見積もられる大量殺害に道を開くことになった。

### 新体制期
ウマールはスハルトの側近グループの一員ではなかったが、9月30日運動の鎮圧にあたってスハルトに助力と支援を惜しまなかったことで、スハルトから大きな信頼を得た。スハルトがやがて大統領の地位にまで上り詰めるにしたがって、ウマールの陸軍内での地位も急上昇していった。1965年、スハルトは自分の後任としてウマールを KOSTRAD の司令官に任命した。そして1967年に陸軍副参謀長、1969年には陸軍参謀長を歴任した。
1973年に軍を退役すると、国家会計検査院 (Badan Pemeriksaan Keuangan, 略称 BPK) の議長に就任した。その後10年に及ぶ BPK 議長としての地位にあって、政府各省庁、各大臣、政府諸機関が適切に公金を支出しているかどうかを監視する職責を担った。ウマールが BPK 議長に在職している間は、彼が厳格な査定を行なったため、汚職追及を免れる政府省庁は一つとしてなかった。

## 副大統領

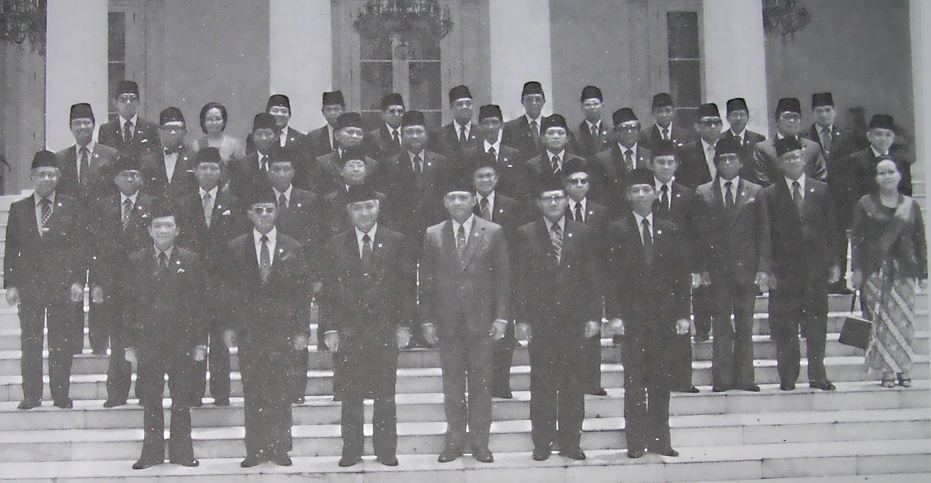
ウマールが副大統領を務めたスハルト第4次開発内閣

1983年3月、ウマールは彼の経歴の頂点に昇った。最高国民協議会 (MPR) で4期目の大統領に選任されたスハルトが、ウマールを副大統領に任命したのである。この人選はどちらかというと予期せざる人事と考えられた。インドネシア政治の中でのウマールの業績は、副大統領職の前任者、ハメンクブウォノ9世とアダム・マリクに比べれば見劣りするからだった。しかし、控えめなパーソナリティーであったにもかかわらず、ウマールは好ましい名声を得て、各界から尊敬された。
スハルト体制期の副大統領として、ウマールはきわめて例外的に、汚職と戦うことを選んだ人物だった。信仰心の厚いムスリムとして、彼は汚職者に正しい行いをさせる上で、宗教は有用であると信じていた。また、地方の町や村落に出向いて抜き打ち視察を実施し（時にはお忍びで）、政府の政策が人々にどのような影響を与えているかを監視した。また、ウマールは副大統領の在職期間中も、副大統領宮殿で礼拝を行なっていた。
1988年3月に副大統領の任期を終え、後任にはスダルモノが就任した。ウマールが副大統領を続投しないことに多くの人々が失望した。彼が副大統領をもう一期続けないことを受け容れているのか、と後任のスダルモノは確認したがった。それくらいウマールは名声を勝ち得ていたのである。

## 退任後
アジア通貨危機後のインドネシア国内政治は動揺し、スハルト退陣要求の声が高まる中で、1998年5月20日の午前、ウマールは副大統領経験者であるスダルモノとトリ・ストリスノとともにスハルト邸を訪ね、スハルトが取り得べき選択肢について話し合った。スハルトが大統領辞任の声明を表明するのは、翌21日のことだった。

## 死
2003年3月21日、心臓と肺の疾患のため死去。

## 家族・親族
家族は、妻のカルリナ、子供は娘二人。甥のアグス・ウィラハディクスマは改革派の陸軍高官で、アグスも KOSTRAD 司令官になった経歴を持つ。